# Ада (Гана)
А́да, также Ада-Фоа (англ. Ada Foah), — город в Гане. Расположен на побережье Гвинейского залива, в дельте реки Вольта (на правом её берегу), к северо-востоку от столицы Ганы Аккры к востоку от города Прампрам, к западу от города Кета и к юго-западу от столицы Того Ломе. Административный центр Восточного района Ада в области Вольта.
Ада связана паромным сообщением с деревней Аньянви, расположенной на противоположном берегу Вольты.

## История

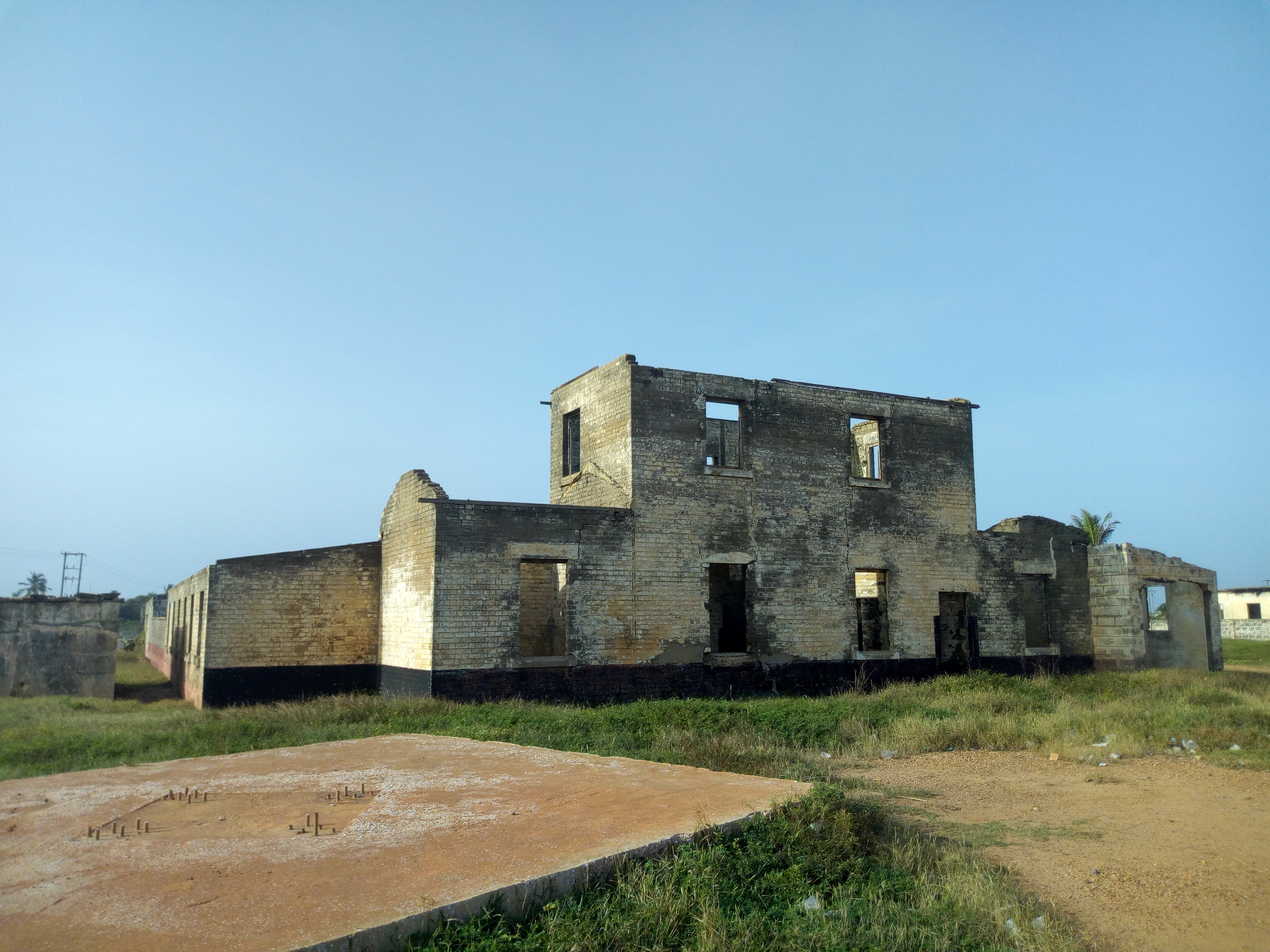
Форт Конгенстен в Ада

Область Ады населяет народ адангме. Ада была важным торговым постом.
Датчане построили в Ада в 1783 году форт Конгенстен, защищавший датскую колонию от местного населения. Форт был центром трансатлантической работорговли. В 1850 году датчане продали форт Великобритании и Ада стала частью британской колонии Золотой Берег.
В 1979 году форты и замки Вольты, Большой Аккры, Центрального и Западного регионов внесены в список объектов всемирного наследия ЮНЕСКО. Повышение уровня моря, а также строительство плотины Акосомбо в 1965 году и расширение порта Тема привело к тому, что береговая эрозия разрушила часть города и море полностью смыло форт Конгенстен.